# Estação Morumbi
A Estação Morumbi ou Morumbi - Claro é uma estação ferroviária pertencente à Linha 9–Esmeralda, operada pela ViaMobilidade. Está localizada no limite do distrito de Santo Amaro, em São Paulo. Fará integração com a Linha 17–Ouro, que estava prevista para o 2º semestre de 2022, porém encontra-se atualmente sem data para acontecer.
A Estação Morumbi está localizada ao lado da Marginal Pinheiros na altura da confluência entre a Avenida das Nações Unidas com a Avenida João Dória, no bairro de Vila Gertrudes no distrito de Santo Amaro, na Zona Sul de São Paulo.

## História
A Estação Morumbi foi construída e inaugurada pela Estrada de Ferro Sorocabana (junto com o ramal de Jurubatuba), em 25 de janeiro de 1957, e demolida na década de 1970 pela FEPASA, durante as obras de remodelação dos trens de subúrbios. Por falta de recursos, seu projeto de reconstrução ficou paralisado por toda a década de 1980, sendo retomado apenas em 1994, quando o projeto arquitetônico foi contratado do arquiteto Luiz Carlos Esteves. Em 1992, a CPTM lançou o projeto Dinamização Sul, que visava a concluir as obras das estações faltantes dessa linha.
Após uma tentativa frustrada de iniciar as obras em 1994, a CPTM realizou com sucesso a licitação número 80866, dividindo as obras das novas estações da Linha Sul (atual Linha 9) em quatro lotes. A Estação Morumbi foi incluída no lote 3, ao lado da Estação Granja Julieta. Esse lote foi vencido pelas empresas Construtora Dumez S/A e GTM S/A, que assinaram em 4 de julho de 1997 o contrato número 80866102202, no valor de 11,514 milhões de reais e com prazo de dezoito meses para conclusão das obras. A estação foi reconstruída, em um local diferente da estação da EFS, na virada do milênio, sendo reinaugurada em 30 de junho de 2000.
Em 2010, foi apresentado o projeto da Linha 17 do Metrô, com uma estação de integração projetada ao lado da Estação Morumbi. Em 2011, foram iniciadas as obras da estação, que acabaram paralisadas diversas vezes por problemas jurídicos entre o Metrô e as construtoras. Atualmente, encontra-se em execução, com conclusão prevista para meados de 2022.
Em 20 de abril de 2021, foi concedida para o consórcio ViaMobilidade, composto pelas empresas CCR (atual Motiva) e RUASinvest, com a concessão para operar a linha por trinta anos. O contrato de concessão foi assinado e a transferência da linha foi realizada em 27 de janeiro de 2022.

## Toponímia
A palavra "Morumbi" é um termo indígena de origem tupi que pode significar "mosca verde" (moru: "mosca"; e mbi: "verde"). O etnólogo Eduardo Navarro defende que "Morumbi" possui outros significados, como do tupi maromby, cujo significado é "rio dos peixes grandes" (maromba: "peixe grande"; y: "rio"), ou marumbi, termo da língua portuguesa que significa "lagoa cheia de taboas".
A estação da Sorocabana e, posteriormente, a da CPTM receberam o nome Morumbi por conta da proximidade com a ponte homônima sobre o Rio Pinheiros.
Em 2024, a ViaMobilidade, empresa que detém a concessão das linhas 8 e 9 dos trens metropolitanos de São Paulo, cedeu o Naming Right da estação à operadora Claro, empresa que tem sua sede nas proximidades da estação.

## Características
A estação de trem possui um desenho arquitetônico avançado, com projeto baseado em módulos, passarela sobre a Via Professor Simão Faiguenboim, mezanino de embarque, elevadores para portadores de deficiência, rampa de acesso, piso de borracha, cobertura e mapas com ruas e localização dos pontos importantes da região.
| Sigla | Estação | Inauguração           | Integração                                               | Plataformas      | Posição            | Notas |
| ----- | ------- | --------------------- | -------------------------------------------------------- | ---------------- | ------------------ | --- |
| MRB   | Morumbi | 25 de janeiro de 1957 | Bilhete Único da SPTrans Linha 9–Esmeralda Linha 17–Ouro | Central Laterais | Superfície Elevada | Estação construída pela Estrada de Ferro Sorocabana Reconstruída pela CPTM e reinaugurada em 30 de junho de 2000 |